# Ô Thúy
Ô Thúy (chữ Hán giản thể: 乌翠区âm Hán Việt: Ô Thúy khu) là một quận thuộc địa cấp thị Y Xuân, tỉnh Hắc Long Giang, Cộng hòa Nhân dân Trung Hoa.